# Società Polisportiva Ars et Labor 1978-1979
Questa voce raccoglie le informazioni riguardanti la Società Polisportiva Ars et Labor nelle competizioni ufficiali della stagione 1978-1979.

## Stagione
Nella stagione 1978-1979 si va avanti all'insegna della continuità. Confermati Mario Caciagli ed il blocco portante della squadra, l'unico innesto di rilievo apportato è il difensore Alberto Cavasin, che si farà notare per il suo ottimo rendimento. A livello dirigenziale matura il divorzio dal direttore sportivo Cesare Morselli, che paga il non facile rapporto con parte della proprietà.
Tra alti e bassi la SPAL giunge a una tranquilla salvezza, il cannoniere principe di quest'annata è Mauro Gibellini con 11 reti in campionato. In Coppa Italia degna di nota la vittoria per 3-1 sul Milan di Nils Liedholm e Gianni Rivera: una partita che rappresenta l'apice della SPAL di Caciagli, con un Franco Pezzato in giornata di grazia.

## Rosa
| N. |                   | Ruolo | Calciatore        |
| -- | ----------------- | ----- | ----------------- |
|    | Italia (bandiera) | D     | Massimo Albiero   |
|    | Italia (bandiera) | P     | Adriano Bardin    |
|    | Italia (bandiera) | A     | Ermanno Beccati   |
|    | Italia (bandiera) | D     | Francesco Bomben  |
|    | Italia (bandiera) | D     | Alberto Cavasin   |
|    | Italia (bandiera) | C     | Ferdinando Donati |
|    | Italia (bandiera) | C     | Lucio Fasolato    |
|    | Italia (bandiera) | D     | Danilo Ferrari    |
|    | Italia (bandiera) | A     | Mauro Gibellini   |

| N. |                   | Ruolo | Calciatore       |
| -- | ----------------- | ----- | ---------------- |
|    | Italia (bandiera) | D     | Costantino Idini |
|    | Italia (bandiera) | C     | Fabrizio Larini  |
|    | Italia (bandiera) | D     | Franco Lievore   |
|    | Italia (bandiera) | C     | Tiziano Manfrin  |
|    | Italia (bandiera) | D     | Antonio Perego   |
|    | Italia (bandiera) | C     | Franco Pezzato   |
|    | Italia (bandiera) | P     | Roberto Renzi    |
|    | Italia (bandiera) | C     | Massimo Tassara  |

## Risultati

### Serie B

#### Girone di andata
| Arbitro: | Barbaresco (Cormons) |

|  |           |                   |
|  | Marcatori | 15’ (rig.) Libera |

| Bari 1º ottobre 1978 2ª giornata | Bari                  | 0 – 0 | SPAL | Stadio Comunale\| Arbitro: \| Governa (Alessandria) \| |
| Arbitro:                         | Governa (Alessandria) |       |      |                                                        |

| Arbitro: | Lanzetti (Viterbo) |

|                              |           |           |
| Pezzato 28’ Cozzi 29’ (aut.) | Marcatori | 53’ Mutti |

| Arbitro: | Lapi (Firenze) |

|                             |           |            |
| Montenegro 45’ Chimenti 46’ | Marcatori | 30’ Donati |

| Arbitro: | Tani (Livorno) |

|               |           |  |
| Gibellini 15’ | Marcatori |  |

| Arbitro: | Lanese (Messina) |

|             |           |  |
| Cannito 72’ | Marcatori |  |

| Arbitro: | Celli (Trieste) |

|                                            |           |  |
| Gibellini 36’ Pezzato 68’, 87’ Ferrari 82’ | Marcatori |  |

| Arbitro: | Governa (Alessandria) |

|                                   |           |  |
| Capuzzo 1’ Saltutti 17’, 65’, 82’ | Marcatori |  |

| Ferrara 19 novembre 1978 9ª giornata | SPAL              | 0 – 0 | Monza | Stadio Comunale\| Arbitro: \| Patrussi (Arezzo) \| |
| Arbitro:                             | Patrussi (Arezzo) |       |       |                                                    |

| Arbitro: | Paparesta (Bari) |

|                             |           |  |
| De Bernardi 39’ Delneri 76’ | Marcatori |  |

| Arbitro: | Celli (Trieste) |

|               |           |            |
| Gibellini 51’ | Marcatori | 17’ Donati |

| Arbitro: | Tani (Livorno) |

|  |           |             |
|  | Marcatori | 74’ Manfrin |

| Arbitro: | Benedetti (Roma) |

|               |           |                |
| Gibellini 15’ | Marcatori | 31’ Casagrande |

| Pescara 7 gennaio 1979 14ª giornata | Pescara               | 0 – 0 | SPAL | Stadio Adriatico\| Arbitro: \| Ballerini (La Spezia) \| |
| Arbitro:                            | Ballerini (La Spezia) |       |      |                                                         |

| Arbitro: | Patrussi (Arezzo) |

|                                   |           |                            |
| Pezzato 14’ Perego 31’ Donati 67’ | Marcatori | 70’ Chiarugi 83’ Bresciani |

| Arbitro: | Tonolini (Milano) |

|               |           |              |
| Gibellini 73’ | Marcatori | 80’ Martelli |

| Arbitro: | Governa (Alessandria) |

|          |           |             |
| Bozzi 5’ | Marcatori | 84’ Manfrin |

| Arbitro: | Angelelli (Terni) |

|  |           |                       |
|  | Marcatori | 6’ Selvaggi 71’ Galli |

| Arbitro: | Lops (Torino) |

|          |           |  |
| Luppi 4’ | Marcatori |  |

#### Girone di ritorno
| Arbitro: | Faccenda (Salerno) |

|                       |           |                        |
| Bacchin 53’ Sasso 86’ | Marcatori | 64’ (aut.) De Giovanni |

| Ferrara 25 febbraio 1979 21ª giornata | SPAL               | 0 – 0 | Bari | Stadio Comunale\| Arbitro: \| Lanzetti (Viterbo) \| |
| Arbitro:                              | Lanzetti (Viterbo) |       |      |                                                     |

| Arbitro: | Patrussi (Arezzo) |

|         |           |               |
| Grop 6’ | Marcatori | 17’ Gibellini |

| Arbitro: | Tani (Livorno) |

|               |           |              |
| Gibellini 75’ | Marcatori | 45’ Chimenti |

| Arbitro: | Michelotti (Parma) |

|             |           |                        |
| Zandoli 27’ | Marcatori | 30’ Perego 44’ Manfrin |

| Arbitro: | Mascia (Milano) |

|                                   |           |  |
| La Palma 44’ (aut.) Gibellini 65’ | Marcatori |  |

| Arbitro: | Paparesta (Bari) |

|                    |           |             |
| Melotti 85’ (rig.) | Marcatori | 83’ Pezzato |

| Arbitro: | Terpin (Trieste) |

|             |           |           |
| Manfrin 45’ | Marcatori | 11’ Mosti |

| Arbitro: | Milan (Treviso) |

|                              |           |  |
| Volpati 25’ Silva 73’ (rig.) | Marcatori |  |

| Arbitro: | Panzino (Catanzaro) |

|            |           |              |
| Donati 86’ | Marcatori | 73’ Ulivieri |

| Rimini 29 aprile 1979 30ª giornata | Rimini        | 0 – 0 | SPAL | Stadio Romeo Neri\| Arbitro: \| Prati (Parma) \| |
| Arbitro:                           | Prati (Parma) |       |      |                                                  |

| Arbitro: | Ballerini (La Spezia) |

|                                 |           |  |
| Gibellini 40’, 62’ Fasolato 84’ | Marcatori |  |

| Cagliari 13 maggio 1979 32ª giornata | Cagliari         | 0 – 0 | SPAL | Stadio Sant'Elia\| Arbitro: \| Paparesta (Bari) \| |
| Arbitro:                             | Paparesta (Bari) |       |      |                                                    |

| Arbitro: | Lattanzi (Roma) |

|            |           |                          |
| Larini 44’ | Marcatori | 29’ Andreuzza 85’ Nobili |

| Genova 27 maggio 1979 34ª giornata | Sampdoria        | 0 – 0 | SPAL | Stadio Luigi Ferraris\| Arbitro: \| Altobelli (Roma) \| |
| Arbitro:                           | Altobelli (Roma) |       |      |                                                         |

| Arbitro: | Redini (Pisa) |

|                        |           |            |
| Passalacqua 87’ (rig.) | Marcatori | 39’ Donati |

| Arbitro: | Lops (Torino) |

|                                      |           |                                 |
| Gibellini 47’ Manfrin 56’ Perego 65’ | Marcatori | 36’ (rig.) Garlini 54’ Zuccheri |

| Arbitro: | Panzino (Catanzaro) |

|              |           |  |
| Nardello 33’ | Marcatori |  |

| Arbitro: | Ciulli (Roma) |

|             |           |  |
| Damiani 25’ | Marcatori |  |

### Coppa Italia

#### Quarto Girone
| Arbitro: | Ballerini (La Spezia) |

|                                |           |  |
| Gibellini 30’ Pezzato 36’, 82’ | Marcatori |  |

| 30 agosto 1978 2ª giornata |  | – Turno riposo Spal |  |  |

| Arbitro: | Tani (Livorno) |

|                                                |           |  |
| Palanca 10’ Improta 11’ Orazi 16’ R. Rossi 68’ | Marcatori |  |

| Arbitro: | Menegali (Roma) |

|                                |           |                |
| Pezzato 24’, 88’ Gibellini 42’ | Marcatori | 85’ A. Maldera |

| Arbitro: | Mascia (Milano) |

|              |           |  |
| Pezzella 14’ | Marcatori |  |

## Statistiche

### Statistiche di squadra
| Competizione | Punti | In casa | In casa | In casa | In casa | In casa | In casa | In trasferta | In trasferta | In trasferta | In trasferta | In trasferta | In trasferta | Totale | Totale | Totale | Totale | Totale | Totale | DR |
| Competizione | Punti | G       | V       | N       | P       | Gf      | Gs      | G            | V            | N            | P            | Gf           | Gs           | G      | V      | N      | P      | Gf     | Gs     | DR |
| ------------ | ----- | ------- | ------- | ------- | ------- | ------- | ------- | ------------ | ------------ | ------------ | ------------ | ------------ | ------------ | ------ | ------ | ------ | ------ | ------ | ------ | -- |
| Serie B      | 35    | 19      | 7       | 8       | 4       | 25      | 17      | 19           | 2            | 9            | 8            | 9            | 20           | 38     | 9      | 17     | 12     | 34     | 37     | -3 |
| Coppa Italia | 4     | 2       | 2       | 0       | 0       | 6       | 1       | 2            | 0            | 0            | 2            | 0            | 5            | 4      | 2      | 0      | 2      | 6      | 6      | 0  |
| Totale       |       | 21      | 9       | 8       | 4       | 31      | 18      | 21           | 2            | 9            | 10           | 9            | 25           | 42     | 11     | 17     | 14     | 40     | 43     | -3 |

### Statistiche dei giocatori
| Giocatore    | Serie B  | Serie B | Serie B     | Serie B    | Coppa Italia | Coppa Italia | Coppa Italia | Coppa Italia | Totale   | Totale | Totale      | Totale     |
| Giocatore    | Presenze | Reti    | Ammonizioni | Espulsioni | Presenze     | Reti         | Ammonizioni  | Espulsioni   | Presenze | Reti   | Ammonizioni | Espulsioni |
| ------------ | -------- | ------- | ----------- | ---------- | ------------ | ------------ | ------------ | ------------ | -------- | ------ | ----------- | ---------- |
| M. Albiero   | 10       | 0       | ?           | ?          | ?            | ?            | ?            | ?            | 10+      | 0+     | ?           | ?          |
| A. Bardin    | 18       | -18     | ?           | ?          | ?            | ?            | ?            | ?            | 18+      | -18+   | ?           | ?          |
| E. Beccati   | 8        | 0       | ?           | ?          | ?            | ?            | ?            | ?            | 8+       | 0+     | ?           | ?          |
| F. Bomben    | 14       | 0       | ?           | ?          | ?            | ?            | ?            | ?            | 14+      | 0+     | ?           | ?          |
| A. Cavasin   | 33       | 0       | ?           | ?          | ?            | ?            | ?            | ?            | 33+      | 0+     | ?           | ?          |
| F. Donati    | 34       | 4       | ?           | ?          | ?            | ?            | ?            | ?            | 34+      | 4+     | ?           | ?          |
| L. Fasolato  | 35       | 1       | ?           | ?          | ?            | ?            | ?            | ?            | 35+      | 1+     | ?           | ?          |
| D. Ferrari   | 35       | 1       | ?           | ?          | ?            | ?            | ?            | ?            | 35+      | 1+     | ?           | ?          |
| M. Gibellini | 35       | 11      | ?           | ?          | ?            | ?            | ?            | ?            | 35+      | 11+    | ?           | ?          |
| C. Idini     | 19       | 0       | ?           | ?          | ?            | ?            | ?            | ?            | 19+      | 0+     | ?           | ?          |
| F. Larini    | 35       | 1       | ?           | ?          | ?            | ?            | ?            | ?            | 35+      | 1+     | ?           | ?          |
| F. Lievore   | 30       | 0       | ?           | ?          | ?            | ?            | ?            | ?            | 30+      | 0+     | ?           | ?          |
| T. Manfrin   | 37       | 5       | ?           | ?          | ?            | ?            | ?            | ?            | 37+      | 5+     | ?           | ?          |
| A. Perego    | 29       | 3       | ?           | ?          | ?            | ?            | ?            | ?            | 29+      | 3+     | ?           | ?          |
| F. Pezzato   | 33       | 5       | ?           | ?          | ?            | ?            | ?            | ?            | 33+      | 5+     | ?           | ?          |
| R. Renzi     | 22       | -19     | ?           | ?          | ?            | ?            | ?            | ?            | 22+      | -19+   | ?           | ?          |
| M. Tassara   | 24       | 0       | ?           | ?          | ?            | ?            | ?            | ?            | 24+      | 0+     | ?           | ?          |